# 日ノ丸自動車法勝寺電鉄線
法勝寺電鉄線（ほっしょうじでんてつせん）は、かつて鳥取県米子市と同県西伯郡西伯町法勝寺（現・南部町）の間を結んでいた日ノ丸自動車の鉄道路線である。
かつては県境を越え島根県へ至る支線も存在した。

## 概要
1924年（大正13年）に法勝寺鉄道という名前で開業し、地元では、開業当時の名前から「法勝寺電車」と呼ばれることが多かった。翌1925年（大正14年）に社名を伯陽電鉄に改めている。ちなみにこの社名は、『日ノ丸自動車八十年史』（同社、2012年）では伯耆と山陽を結ぶ意図を持っていたことからとしているが、『新修米子市史』第三巻（同市、2007年）では「伯陽の陽は旧国名の一字下につける美称で、伯州の意」としている。
山陽地方への延伸は行われなかったものの、同規模の地方鉄道としては珍しく、鳥取県から県境を越えて島根県能義郡母里村（現・安来市伯太町母里）までの母里支線を1930年（昭和5年）に開業させている。しかしながら母里支線の営業成績は芳しくなく、不要不急線に指定され、開業から僅か14年の短命に終わった。
その後山陰中央鉄道を経て、1953年（昭和28年）に地元のバス会社である日ノ丸自動車が吸収合併し、同社鉄道部（電車部）となったが、1960年代のモータリゼーションの進行に勝てず廃止となった。

## 路線データ
※本線・母里支線とも廃止直前のデータ。
- 路線距離（営業キロ）：本線12.4km、母里支線5.5km
- 軌間：1067mm
- 駅数：15駅
  - 本線：10駅
  - 母里支線：5駅（起点の阿賀駅除く）
- 複線区間：なし（全線単線）
- 電化区間：全線電化（直流600V）
  - 手間変電所[2]。以前は安養寺変電所、回転変流器（交流側450V直流側600V）直流側の出力100KW、常用1、予備1、製造所明電舎[3]
- 閉塞方式：

## 運行形態
1959年（昭和34年）時点で、米子市 - 法勝寺間は1日15往復、おおむね約60分毎の運転だった。

## 歴史
- 1922年（大正11年）
  - 11月16日： 法勝寺軽便鉄道に対し鉄道免許状下付（西伯郡米子町-同郡法勝寺村間 動力蒸気）[4]。
  - 12月28日： 法勝寺鉄道株式会社設立[5][6]。
- 1923年（大正12年）7月17日：動力を電気に変更[7]
- 1924年（大正13年）
  - 7月8日：法勝寺鉄道として米子町（後の米子市） - 大袋間開業（旅客運輸）[8]。
  - 7月18日： 鉄道免許状下付（西伯郡法勝寺村-能義郡井尻村間）[9]。
  - 8月12日：大袋 - 法勝寺間開業（旅客運輸）[10]。
- 1925年（大正14年）2月12日：伯陽電鉄に社名変更[11]。
- 1927年（昭和2年）：米子町駅を米子市駅に改称。
- 1930年（昭和5年）1月1日：阿賀 - 母里間の支線を開業[12]。
- 1937年（昭和12年）以降：与一谷駅・不動尊駅廃止。
- 1944年（昭和19年）
  - 2月11日：阿賀 - 母里間の支線を休止。
  - 10月31日：伯陽電鉄と広瀬鉄道が合併し、山陰中央鉄道となる。前者は法勝寺線、後者は広瀬線となる。
- 1948年（昭和23年）4月1日：広瀬線を島根鉄道（後に一畑電気鉄道に合併）として分離。
- 1951年（昭和26年）12月20日：大国駅開業。
- 1952年（昭和27年）- 1966年（昭和41年）頃：宗形神社前駅廃止。
- 1953年（昭和28年）9月15日：日ノ丸自動車が山陰中央鉄道を吸収合併。同社の法勝寺電鉄線となる
- 1957年（昭和32年）4月18日：朝6時20分頃、長砂地内S字カーブ（現在の米子南インターチェンジ付近）に於いて法勝寺駅5:48発の一番電車が米子市駅6:14発の回送電車と正面衝突、7名重軽傷。
- 1959年（昭和34年）9月17日：休止中の阿賀 - 母里間を廃止。
- 1967年（昭和42年）5月15日：米子市 - 法勝寺間全線廃止。

阿賀母里間の路線は当初廃止の方針であった。ところが代替輸送機関がないため地元では反対運動が起き陳情のため母里村長が監理局長と面接することになった。その後伯陽電鉄は営業廃止許可申請を取下げることになり鉄道軌道統制会により営業休止許可となった。
この鉄道線の廃止に伴い、鳥取県の鉄道事業者は、1987年10月14日に西日本旅客鉄道（JR西日本）若桜線が第三セクター鉄道の若桜鉄道若桜線に転換されるまで、国鉄（→JR西日本）のみになった。また、この鉄道線の廃止に伴い、鳥取県の電化路線も、1982年7月1日に国鉄伯備線が電化されるまで一旦消滅した。

## 駅一覧

### 本線
- 全駅鳥取県に所在。
- 接続路線・所在地は路線廃止時点のもの（今尾 (2008)に基づく）。
- 駅名が異なる乗換駅は⇒で示す。

| 駅名     | 営業キロ | 営業キロ | 接続路線                                          | 所在地 | 所在地 |
| 駅名     | 駅間     | 累計     | 接続路線                                          | 所在地 | 所在地 |
| -------- | -------- | -------- | ------------------------------------------------- | ------ | ------ |
| 米子市駅 | -        | 0.0      | 日本国有鉄道：山陰本線・境線 ⇒ 米子駅（徒歩連絡） | 米子市 | 米子市 |
| 安養寺駅 | 2.8      | 2.8      |                                                   | 米子市 | 米子市 |
| 青木駅   | 1.4      | 4.2      |                                                   | 米子市 | 米子市 |
| 大袋駅   | 1.4      | 5.6      |                                                   | 米子市 | 米子市 |
| 手間駅   | 1.8      | 7.4      |                                                   | 西伯郡 | 会見町 |
| 天津駅   | 1.8      | 19.2     |                                                   | 西伯郡 | 西伯町 |
| 阿賀駅   | 1.5      | 10.7     | 日ノ丸自動車：法勝寺電鉄線（母里支線）            | 西伯郡 | 西伯町 |
| 大国駅   | 1.0      | 11.7     |                                                   | 西伯郡 | 西伯町 |
| 法勝寺駅 | 0.7      | 12.4     |                                                   | 西伯郡 | 西伯町 |

- 米子市 - 安養寺間にはかつて長砂[注釈 2]・宗形神社前[注釈 3]の各駅が存在したとされている。

### 母里支線
- 所在地は路線廃止時点のもの。

| 駅名     | 営業キロ | 営業キロ | 接続路線                           | 所在地             |
| 駅名     | 駅間     | 累計     | 接続路線                           | 所在地             |
| -------- | -------- | -------- | ---------------------------------- | ------------------ |
| 阿賀駅   | -        | 0.0      | 日ノ丸自動車：法勝寺電鉄線（本線） | 鳥取県西伯郡西伯町 |
| 原駅     | 0.8      | 0.8      |                                    | 鳥取県西伯郡西伯町 |
| 猪小路駅 | 0.5      | 1.3      |                                    | 鳥取県西伯郡西伯町 |
| 母里駅   | 4.2      | 5.5      |                                    | 島根県能義郡伯太町 |

- 猪小路 - 母里間にはかつて与一谷・不動尊の各駅が存在した。

### 過去の接続路線
当線廃止前に廃止された路線
- 米子市駅：米子電車軌道（米子駅前停留場、1925-1938年）

## 輸送・収支実績
| 年度 | 輸送人員（人） | 貨物量（トン） | 営業収入（円） | 営業費（円） | 営業益金（円） | その他益金（円） | その他損金（円）                 | 支払利子（円） | 政府補助金（円） |
| ---- | -------------- | -------------- | -------------- | ------------ | -------------- | ---------------- | -------------------------------- | -------------- | ---------------- |
| 1924 | 123,103        | -              | 19,316         | 11,823       | 7,493          |                  | 雑損334                          | 37,929         |                  |
| 1925 | 284,894        | 938            | 49,852         | 55,094       | ▲ 5,242        |                  | 雑損14,388                       | 85,293         | 40,831           |
| 1926 | 305,174        | 1,637          | 56,569         | 40,103       | 16,466         |                  | 雑損40,863                       | 54,330         | 38,414           |
| 1927 | 297,537        | 1,618          | 53,232         | 40,197       | 13,035         |                  | 償却金2,000 雑損795              | 48,368         | 39,154           |
| 1928 | 264,285        | 1,944          | 47,219         | 36,904       | 10,315         |                  | 償却金その他1,681                | 42,928         | 39,438           |
| 1929 | 248,484        | 2,554          | 45,494         | 30,837       | 14,657         |                  | 雑損183                          | 58,674         | 39,563           |
| 1930 | 245,870        | 1,954          | 47,061         | 43,262       | 3,799          |                  | 自動車業1,478 雑損14,031         | 71,620         | 49,045           |
| 1931 | 211,692        | 2,191          | 40,300         | 32,218       | 8,082          |                  | 自動車業3,230 雑損26,257         | 67,503         | 56,243           |
| 1932 | 195,564        | 1,558          | 67,735         | 31,220       | 36,515         |                  | 雑損30,235                       | 60,552         | 53,944           |
| 1933 | 214,207        | 3,199          | 41,324         | 32,782       | 8,542          | 自動車1,502      | 雑損14,318                       | 58,937         | 63,075           |
| 1934 | 230,611        | 5,017          | 45,990         | 34,634       | 11,356         |                  | 雑損23,969 自動車業2,379         | 36,992         | 49,478           |
| 1935 | 223,007        | 4,354          | 43,051         | 40,718       | 2,333          | 債務免除金30,637 | 自動車業2,973 雑損償却金14,440   | 16,669         | 22,141           |
| 1936 | 216,855        | 4,993          | 42,485         | 40,568       | 1,917          |                  | 自動車業2,029 雑損償却金22,644   | 1,783          | 22,412           |
| 1937 | 221,169        | 4,659          | 42,648         | 39,702       | 2,946          | 自動車業35       | 自動車業323 雑損298 償却金21,680 | 1,472          | 19,909           |
| 1939 | 326,522        | 9,988          |                |              |                |                  |                                  |                |                  |
| 1941 | 585,738        | 14,032         |                |              |                |                  |                                  |                |                  |
| 1952 | 742,831        | 5,513          |                |              |                |                  |                                  |                |                  |
| 1955 | 868千          | 5,104          |                |              |                |                  |                                  |                |                  |
| 1958 | 983千          | 4,964          |                |              |                |                  |                                  |                |                  |
| 1960 | 1,052千        | 3,791          |                |              |                |                  |                                  |                |                  |
| 1962 | 1,072千        | 4,598          |                |              |                |                  |                                  |                |                  |

- 鉄道省鉄道統計資料、鉄道統計資料、鉄道統計、地方鉄道統計年報、私鉄統計年報各年度版

## 車両
開業時に用意された車両は愛知電気鉄道より購入した並等電動客車9・11号（名古屋電車製作所）。さらに開業後愛知電気鉄道より電動客車12号、附随客車64号を、上州鉄道より有蓋貨車ワ3・4を、近江鉄道より無蓋貨車ト9・14を購入。1924年度末の車両は電動客車3両、附随客車1両、有蓋貨車2両、無蓋貨車2両。

### 電動車
電1 -電3→ デハ1 - デハ3
単車で元愛知電気鉄道9・11・12。名古屋電車製作所製。開業時2両、少し遅れて1両を購入した。1950年にデハ2が廃車、1954年にデハ1が客車フ53に改造された。1958年4月23日の一斉改番でデハ3がデハ209となったが、同年11月27日に廃車となっている。
デハ4・デハ5
ボギー車で伯陽電鉄時代の1930年より使用（正式な譲受は1931年）。元は池上電気鉄道が駿遠電気から譲受したデハ1・デハ2で名目上は1922年日本車輌製となっている。一斉改番でデハ201・デハ203となった。なお、デハ201は1964年に車体に鋼板を貼り付ける簡易鋼体化改造を受けている。
デハ6
山陰中央鉄道時代の1947年より使用。元は名古屋鉄道（名鉄）が尾西鉄道から承継したモ103で1922年日本車輌製。一斉改番でデハ205となった。1962年に簡易鋼体化改造を受けている。
デハ7
山陰中央鉄道時代の1948年より使用。元は静岡鉄道モハ8だが出自は1923年汽車会社製の目黒蒲田電鉄モハ8で、神中鉄道から更に静岡鉄道を経ている。一斉改番でデハ207となった。

### 付随客車
附51→フ51
1924年11月より使用開始。定員50人。元は1912年日本車輌製の愛知電気鉄道64号。
フ50
1941年11月より使用開始。定員50人。元は出雲鉄道（のちの一畑電気鉄道立久恵線）ハフ21だが、出自は1887年に英国バーミンガムで製造された鉄道省ハフ4734（詳細下記）。
フ52
1947年11月より使用開始。定員70人。元は1921年製の新宮鉄道の客車。1965年廃車。
フ53
1954年2月デハ1を改造。定員50人。
フ55
1960年8月一畑電気鉄道より譲受。定員50人。元は1928年蒲田車輌製の島根鉄道サハ3。
フニ100
1965年5月一畑電気鉄道より譲受。元は1932年日本車輌製の出雲鉄道のガソリンカーだったが、後にエンジンを撤去されて客車ハニ10となっていた。定員72人。

### 保存車両
2両とも2011年に「旧日ノ丸自動車法勝寺鉄道車両 附関連資料一括」として鳥取県保護文化財の指定を受けている。

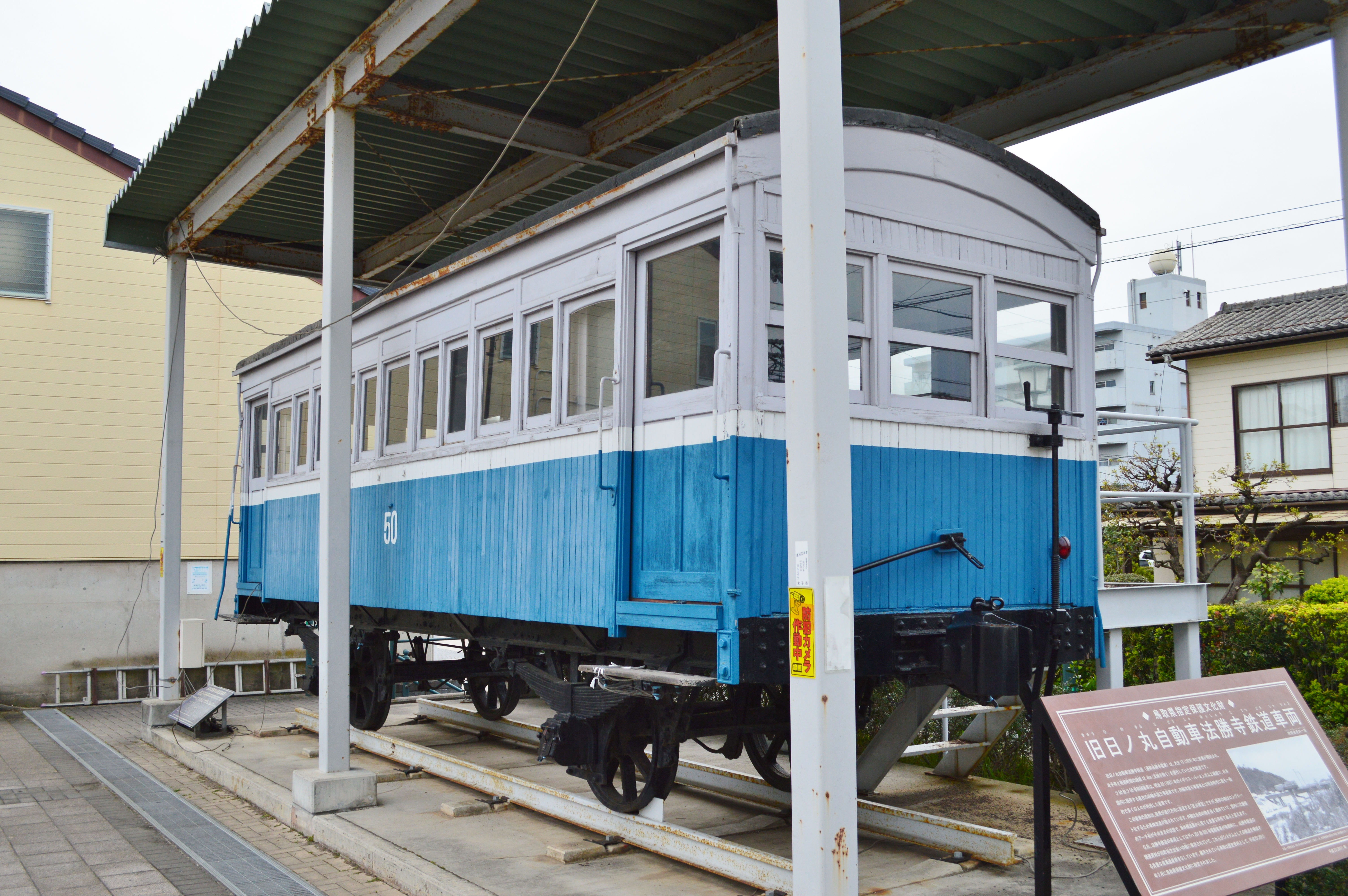
米子市元町商店街パティオ広場に保存されているフ50形客車

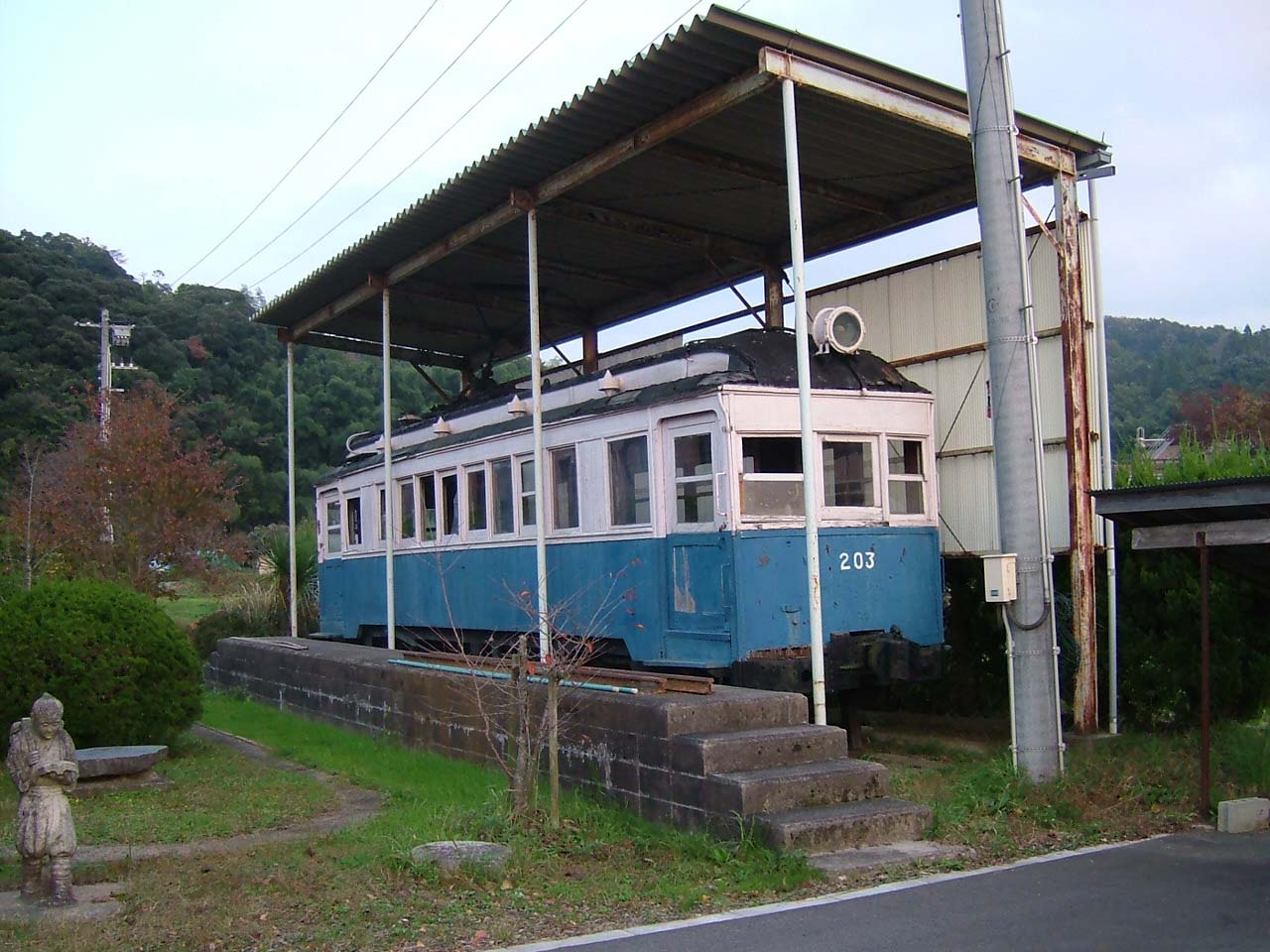
南部町立西伯小学校で保存されていた頃のデハ203

フ50形客車（米子市元町商店街パティオ広場）
2001年（平成13年）から保存展示されている。この客車は法勝寺電鉄線廃止後、米子市内の湊山公園で保存展示されていたが荒廃が激しくなったため、2000年（平成12年）に「大正ロマン電車保存事業」として修復が行われた。当初1922年（大正11年）製とされていたが、この際の調査で、実は1887年（明治20年）英国バーミンガムで製造され、関西鉄道が1889年（明治22年）に輸入した日本国内現存最古の木造2軸三等客車であることが判明した。関西鉄道の国有化により国鉄の所属となり、払い下げを受けた出雲鉄道を経て1941年に伯陽電鉄に入線したものである。
デハ203（複合施設「キナルなんぶ」法勝寺電車ひろば）
1922年（大正11年）5月日本車輌製の電車で、元駿遠電気20形・池上電気鉄道乙2であるデハ203は、1969年（昭和44年）の南部町立西伯小学校新築時から、後述する保存修理のため2012年（平成24年）7月に米子市に移されるまで、同校の敷地内で保存・展示されていた。
2012年度 - 2013年度の間に米子市のJR西日本後藤総合車両所で後藤工業による復元作業を実施し、2015年（平成27年）11月から、南部町の「法勝寺電車ひろば」（2021年（令和3年）5月に西伯小学校隣にオープンした複合施設「キナルなんぶ」内）で保存・展示を再開している。